# Хефт, Роберт
Роберт Хефт (англ. Robert G. Heft, 19 января 1942, Сагино, Мичиган, США —  12 декабря 2009, там же) — американский дизайнер, учитель и политик. Наиболее известен как автор дизайна современного государственного флага США.

## Биография
Родился 19 января 1942 года в городе Сагино, штат Мичиган.

## Создание американского флага
Хефт утверждал, что разработал нынешний флаг Соединенных Штатов в качестве школьного проекта в Ланкастере, штат Огайо, когда ему было 17 лет. Он получил двойку за проект от своего преподавателя истории Стэнли Пратта. Поговорив позже с учителем, он договорился с ним о том, что если флаг будет утвержден Конгрессом Соединенных Штатов в качестве официального, он получит другую оценку за проект.
В одном из своих интервью Хефт заявил, что его дизайн был выбран из более чем 1500 различных вариантов, которые были представлены на рассмотрение лично президенту Соединенных Штатов Дуайту Д. Эйзенхауэру, и его учитель впоследствии изменил оценку работы Роберта на А (высший балл). Это утверждение, однако, в настоящее время оспаривается и считается мистификацией.

## Последующая деятельность
После окончания колледжа Хефт стал учителем средней школы, а затем профессором колледжа. Он также был мэром города Наполеон в штате Огайо, в течение 28 лет.

## Смерть
После многих лет борьбы с диабетом 67 - летний Хефт скончался 12 декабря 2009 года от сердечного приступа в городе Сагино в Мичигане.